# Dichelesthiidae
Dichelesthiidae é uma família de copépodes pertencentes à ordem Siphonostomatoida.
Géneros:
- Anthosoma Leach, 1816
- Dichelesthium Hermann, 1804
- Kabatarina Cressey & Boxshall, 1989